# Cecilia Maria Molyneux
Lady Cecilia Maria Charlotte Molyneux, viscontessa Downe (Liverpool, 7 novembre 1838 – Market Harborough, 26 maggio 1910), è stata una nobildonna inglese.

## Biografia
Era la figlia di Charles Molyneux, III conte di Sefton, e di sua moglie, Maria Augusta Gregg-Hopwood.

## Matrimonio
Sposò, il 12 luglio 1869, Hugh Dawnay, VIII visconte Downe, figlio di William Dawnay, VII visconte Downe, e di sua moglie, Maria Isabel Bagot. Ebbero cinque figli:
- John Dawnay, IX visconte Downe (23 maggio 1872-1º dicembre 1931);
- Lady Beryl Dawnay (20 ottobre 1873-28 dicembre 1950), sposò Sir Archibald Henry Campbell, non ebbero figli;
- Lady Norah Dawnay (15 ottobre 1874-27 giugno 1947);
- Lord Hugh Dawnay (19 settembre 1875-6 novembre 1914), sposò Lady Susan de la Poer Beresford, ebbero quattro figli;
- Lady Faith Dawnay (25 dicembre 1877-15 luglio 1952).

Ha ricoperto la carica di Lady of the Bedchamber della regina Vittoria.

## Morte
Morì il 26 maggio 1910.

## Ascendenza
|                                       |               |                                  | Genitori                                 |  |  | Nonni |  |  | Bisnonni                            |  |  | Trisnonni              |  |
|                                       |               |                                  |                                          |  |  |       |  |  | Charles Molyneux, I conte di Sefton |  |  | Thomas Joseph Molyneux |  |
|                                       |               |                                  |                                          |  |  |       |  |  | Charles Molyneux, I conte di Sefton |  |  | Thomas Joseph Molyneux |  |
|                                       |               | Maria Leverly                    |                                          |  |  |       |  |  | Charles Molyneux, I conte di Sefton |  |  |                        |  |
| William Molyneux, II conte di Sefton  |               |                                  |                                          |  |  |       |  |  | Charles Molyneux, I conte di Sefton |  |  |                        |  |
|                                       |               | Isabella Stanhope                | William Stanhope, II conte di Harrington |  |  |       |  |  |                                     |  |  |                        |  |
|                                       |               | Isabella Stanhope                | William Stanhope, II conte di Harrington |  |  |       |  |  |                                     |  |  |                        |  |
|                                       |               | Isabella Stanhope                | Caroline FitzRoy                         |  |  |       |  |  |                                     |  |  |                        |  |
| Charles Molyneux, III conte di Sefton |               | Isabella Stanhope                |                                          |  |  |       |  |  |                                     |  |  |                        |  |
|                                       |               | William Craven, VI barone Craven | John Craven                              |  |  |       |  |  |                                     |  |  |                        |  |
|                                       |               | William Craven, VI barone Craven | John Craven                              |  |  |       |  |  |                                     |  |  |                        |  |
|                                       |               | William Craven, VI barone Craven | Mary Hickes                              |  |  |       |  |  |                                     |  |  |                        |  |
| Maria Craven                          |               | William Craven, VI barone Craven |                                          |  |  |       |  |  |                                     |  |  |                        |  |
|                                       |               | Elizabeth Berkeley               | Augustus Berkeley, IV conte di Berkeley  |  |  |       |  |  |                                     |  |  |                        |  |
|                                       |               | Elizabeth Berkeley               | Augustus Berkeley, IV conte di Berkeley  |  |  |       |  |  |                                     |  |  |                        |  |
|                                       |               | Elizabeth Berkeley               | Elizabeth Drax                           |  |  |       |  |  |                                     |  |  |                        |  |
| Cecilia Maria Molyneux                |               | Elizabeth Berkeley               |                                          |  |  |       |  |  |                                     |  |  |                        |  |
|                                       | Edward Gregge | Benjamin Gregge                  |                                          |  |  |       |  |  |                                     |  |  |                        |  |
|                                       | Edward Gregge | Benjamin Gregge                  |                                          |  |  |       |  |  |                                     |  |  |                        |  |
|                                       | Edward Gregge | Elizabeth Gill                   |                                          |  |  |       |  |  |                                     |  |  |                        |  |
| Robert Gregge-Hopwood                 | Edward Gregge |                                  |                                          |  |  |       |  |  |                                     |  |  |                        |  |
|                                       |               | Judith Sunderland                | …                                        |  |  |       |  |  |                                     |  |  |                        |  |
|                                       |               | Judith Sunderland                | …                                        |  |  |       |  |  |                                     |  |  |                        |  |
|                                       |               | Judith Sunderland                | …                                        |  |  |       |  |  |                                     |  |  |                        |  |
| Mary Gregg-Hopwood                    |               | Judith Sunderland                |                                          |  |  |       |  |  |                                     |  |  |                        |  |
|                                       |               | John Byng, V visconte Torrington | George Byng, III visconte Torrington     |  |  |       |  |  |                                     |  |  |                        |  |
|                                       |               | John Byng, V visconte Torrington | George Byng, III visconte Torrington     |  |  |       |  |  |                                     |  |  |                        |  |
|                                       |               | John Byng, V visconte Torrington | Elizabeth Daniel                         |  |  |       |  |  |                                     |  |  |                        |  |
| Cecilia Byng                          |               | John Byng, V visconte Torrington |                                          |  |  |       |  |  |                                     |  |  |                        |  |
|                                       |               | Bridget Forrest                  | Arthur Forrest                           |  |  |       |  |  |                                     |  |  |                        |  |
|                                       |               | Bridget Forrest                  | Arthur Forrest                           |  |  |       |  |  |                                     |  |  |                        |  |
|                                       |               | Bridget Forrest                  | Juliana Frederica Marina Cecilia Lynch   |  |  |       |  |  |                                     |  |  |                        |  |
|                                       |               | Bridget Forrest                  |                                          |  |  |       |  |  |                                     |  |  |                        |  |